# Fama (Minas Gerais)
Fama is een gemeente in de Braziliaanse deelstaat Minas Gerais. De gemeente telt 2.259 inwoners (schatting 2009).

## Aangrenzende gemeenten
De gemeente grenst aan Alfenas, Campos Gerais, Paraguaçu en Três Pontas.